# Altsaxophon

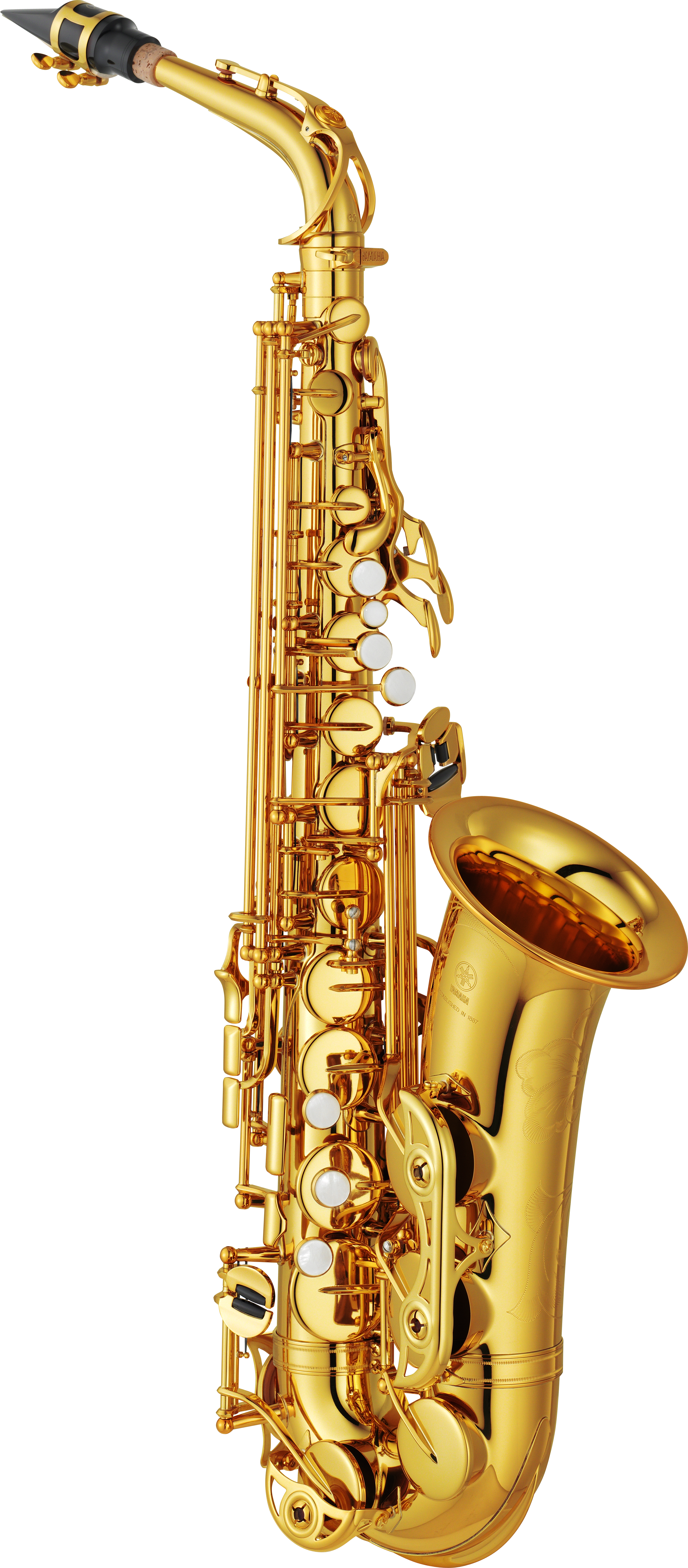
Altsaxophon

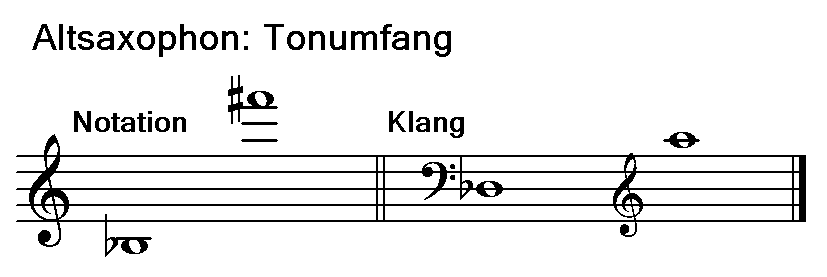
Notierter und klingender Tonumfang

Das Altsaxophon ist ein Saxophon der hohen Lage in Es und gehört zur Gruppe der Holzblasinstrumente. Als transponierendes Musikinstrument klingt es eine große Sexte tiefer als notiert, das heißt ein klingendes es1 wird für das Altsaxophon (9 Halbtöne höher) als c2 notiert.
Tonumfang: des0 – a2 (notiert im Violinschlüssel als b0 – fis3). Mit speziellen Griffen (Flageoletts) ist das Erreichen höherer Töne möglich.

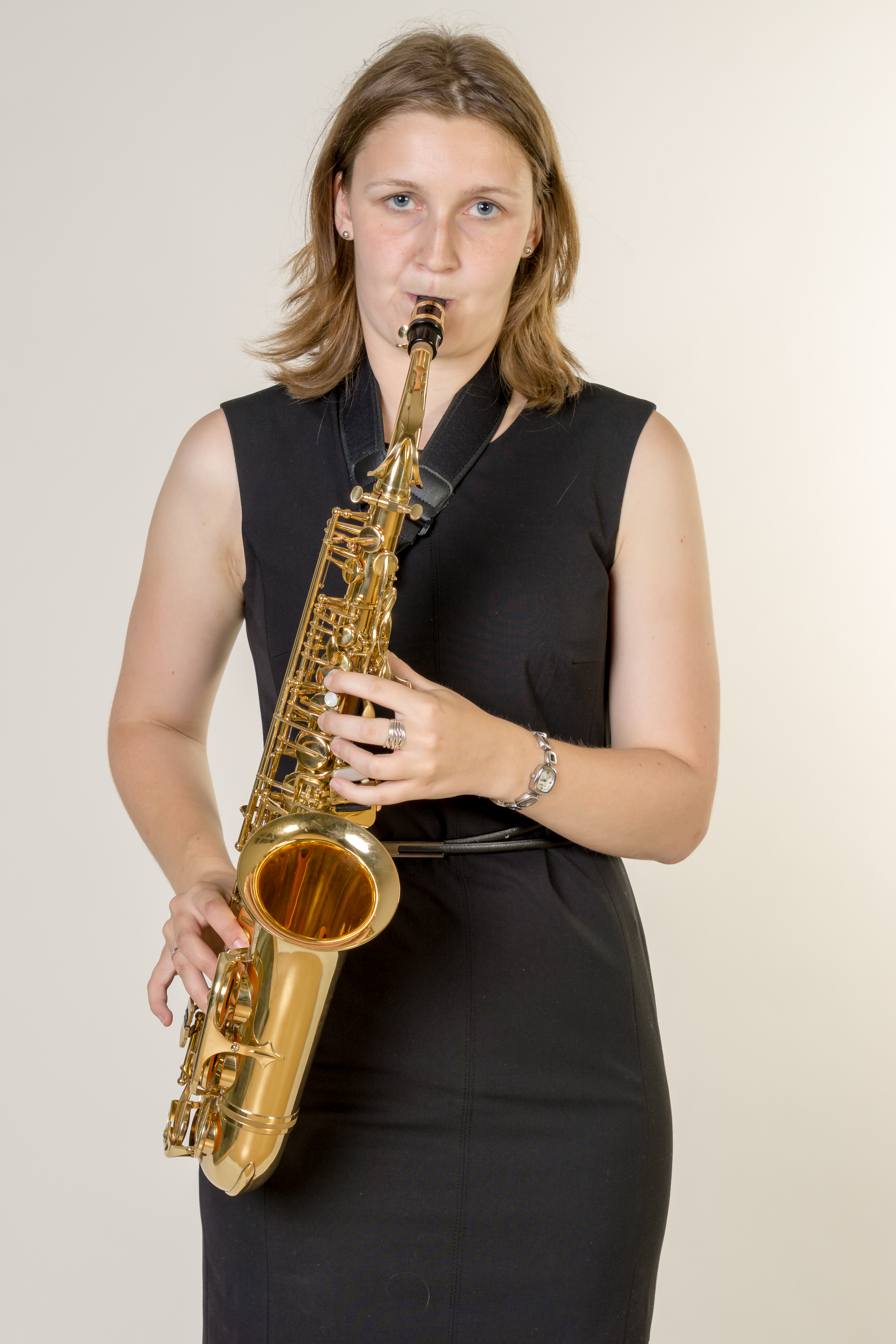
Haltung beim Spielen

Dank seinem prägnanten Klang eignet sich das Altsaxophon zur Führung des Saxophonsatzes in einer Big Band, wird aber in der Jazz- und Popmusik oft auch solistisch eingesetzt. Im Jazz ist das Tenorsaxophon verbreiteter, dennoch ist das Altsaxophon Hauptinstrument von sehr bekannten Jazzmusikern, auch Neuerern, wie Benny Carter, Charlie Parker, Paul Desmond, Cannonball Adderley, Ornette Coleman, Eric Dolphy, John Zorn und Steve Coleman. 
Als beliebtes Instrument im Fusion- und Pop-Bereich hat das Altsaxophon auch dort namhafte Vertreter wie David Sanborn und Candy Dulfer.